# Cacosternum
Cacosternum is een geslacht van kikkers uit de familie Pyxicephalidae. De groep werd voor het eerst wetenschappelijk beschreven door George Albert Boulenger in 1887.
Er zijn zestien soorten, inclusief de in 2014 beschreven soort Cacosternum thorini. Alle soorten komen voor in zuidelijk en oostelijk Afrika.

## Taxonomie
Geslacht Cacosternum
- Soort Cacosternum aggestum
- Soort Cacosternum australis
- Soort Cacosternum boettgeri
- Soort Cacosternum capense
- Soort Cacosternum karooicum
- Soort Cacosternum kinangopensis
- Soort Cacosternum leleupi
- Soort Cacosternum namaquense
- Soort Cacosternum nanogularum
- Soort Cacosternum nanum
- Soort Cacosternum parvum
- Soort Cacosternum platys
- Soort Cacosternum plimptoni
- Soort Cacosternum rhythmum
- Soort Cacosternum striatum
- Soort Cacosternum thorini

Amietia · 
Anhydrophryne · 
Arthroleptella · 
Cacosternum · 
Ericabatrachus · 
Microbatrachella · 
Natalobatrachus · 
Nothophryne · 
Poyntonia · 
Strongylopus · 
Tomopterna